# سیو، آنگولا
سیو (به انگلیسی: Soyo (Santo António do Zaire)) شهری در استان زئیر واقع در کشور آنگولا است که در سال ۲۰۰۹ میلادی ۷۵٬۲۲۴ نفر جمعیت داشته است.